# ريميغني (كيبك)
ريميغني (بالإنجليزية: Rémigny, Quebec)‏ هي بلدية محلية في كيبيك تقع في كندا في بلدية مقاطعة تميسكامينغ الإقليمية ‏. يقدر عدد سكانها بـ 279 نسمة ومساحتها 990.70 كم2 .

## المناخ
يظهر الجدول التالي التغييرات المناخية على مدار السنة لريميغني:
| البيانات المناخية لـريميغني                                   | البيانات المناخية لـريميغني | البيانات المناخية لـريميغني | البيانات المناخية لـريميغني | البيانات المناخية لـريميغني | البيانات المناخية لـريميغني | البيانات المناخية لـريميغني | البيانات المناخية لـريميغني | البيانات المناخية لـريميغني | البيانات المناخية لـريميغني | البيانات المناخية لـريميغني | البيانات المناخية لـريميغني | البيانات المناخية لـريميغني | البيانات المناخية لـريميغني |
| الشهر                                                         | يناير                       | فبراير                      | مارس                        | أبريل                       | مايو                        | يونيو                       | يوليو                       | أغسطس                       | سبتمبر                      | أكتوبر                      | نوفمبر                      | ديسمبر                      | المعدل السنوي               |
| ------------------------------------------------------------- | --------------------------- | --------------------------- | --------------------------- | --------------------------- | --------------------------- | --------------------------- | --------------------------- | --------------------------- | --------------------------- | --------------------------- | --------------------------- | --------------------------- | --------------------------- |
| الدرجة القصوى °م (°ف)                                         | 7.2 (45.0)                  | 11.0 (51.8)                 | 19.0 (66.2)                 | 29.1 (84.4)                 | 32.2 (90.0)                 | 35.0 (95.0)                 | 37.8 (100.0)                | 36.1 (97.0)                 | 31.1 (88.0)                 | 25.0 (77.0)                 | 17.8 (64.0)                 | 14.5 (58.1)                 | 37.8 (100.0)                |
| متوسط درجة الحرارة الكبرى °م (°ف)                             | −9.3 (15.3)                 | −6.4 (20.5)                 | −0.5 (31.1)                 | 8.1 (46.6)                  | 16.6 (61.9)                 | 21.6 (70.9)                 | 24.0 (75.2)                 | 22.6 (72.7)                 | 16.9 (62.4)                 | 9.7 (49.5)                  | 1.0 (33.8)                  | −5.8 (21.6)                 | 8.2 (46.8)                  |
| المتوسط اليومي °م (°ف)                                        | −15.8 (3.6)                 | −13.4 (7.9)                 | −7.2 (19.0)                 | 2.0 (35.6)                  | 9.9 (49.8)                  | 14.9 (58.8)                 | 17.6 (63.7)                 | 16.4 (61.5)                 | 11.4 (52.5)                 | 5.1 (41.2)                  | −3.0 (26.6)                 | −11.1 (12.0)                | 2.2 (36.0)                  |
| متوسط درجة الحرارة الصغرى °م (°ف)                             | −22.2 (−8.0)                | −20.5 (−4.9)                | −13.8 (7.2)                 | −4.1 (24.6)                 | 3.1 (37.6)                  | 8.0 (46.4)                  | 11.1 (52.0)                 | 10.1 (50.2)                 | 5.8 (42.4)                  | 0.5 (32.9)                  | −7.0 (19.4)                 | −16.4 (2.5)                 | −3.8 (25.2)                 |
| أدنى درجة حرارة °م (°ف)                                       | −46.0 (−50.8)               | −47.0 (−52.6)               | −40.0 (−40.0)               | −27.8 (−18.0)               | −9.4 (15.1)                 | −6.7 (19.9)                 | −2.0 (28.4)                 | −2.0 (28.4)                 | −7.0 (19.4)                 | −12.8 (9.0)                 | −35.0 (−31.0)               | −47.0 (−52.6)               | −47.0 (−52.6)               |
| الهطول مم (إنش)                                               | 50.0 (1.97)                 | 41.0 (1.61)                 | 50.5 (1.99)                 | 58.8 (2.31)                 | 86.6 (3.41)                 | 85.9 (3.38)                 | 93.0 (3.66)                 | 105.0 (4.13)                | 101.2 (3.98)                | 91.8 (3.61)                 | 80.2 (3.16)                 | 59.9 (2.36)                 | 904.0 (35.59)               |
| معدل هطول الأمطار مم (إنش)                                    | 5.7 (0.22)                  | 4.8 (0.19)                  | 18.3 (0.72)                 | 47.0 (1.85)                 | 86.0 (3.39)                 | 85.8 (3.38)                 | 93.0 (3.66)                 | 105.0 (4.13)                | 101.0 (3.98)                | 87.2 (3.43)                 | 48.7 (1.92)                 | 11.8 (0.46)                 | 694.3 (27.33)               |
| متوسط تساقط الثلوج سم (إنش)                                   | 44.3 (17.4)                 | 36.2 (14.3)                 | 32.2 (12.7)                 | 12.0 (4.7)                  | 0.6 (0.2)                   | 0.1 (0.0)                   | 0.0 (0.0)                   | 0.0 (0.0)                   | 0.2 (0.1)                   | 4.6 (1.8)                   | 31.5 (12.4)                 | 48.1 (18.9)                 | 209.9 (82.6)                |
| متوسط أيام هطول الأمطار (≥ 0.2 mm)                            | 14.7                        | 11.0                        | 10.1                        | 9.9                         | 11.1                        | 13.1                        | 13.8                        | 11.9                        | 13.9                        | 13.8                        | 13.7                        | 14.4                        | 151.3                       |
| متوسط الأيام الممطرة (≥ 0.2 mm)                               | 1.2                         | 1.3                         | 3.7                         | 7.7                         | 11.0                        | 13.1                        | 13.8                        | 11.9                        | 13.9                        | 13.0                        | 6.8                         | 1.9                         | 99.1                        |
| متوسط الأيام المثلجة (≥ 0.2 cm)                               | 13.9                        | 10.0                        | 7.4                         | 3.6                         | 0.3                         | 0.05                        | 0.0                         | 0.0                         | 0.06                        | 1.4                         | 8.2                         | 12.9                        | 57.7                        |
| المصدر: Environment Canada Canadian Climate Normals 1981–2010 |                             |                             |                             |                             |                             |                             |                             |                             |                             |                             |                             |                             |                             |